# Lindtneria panphyliensis
Lindtneria panphyliensis är en svampart som beskrevs av Bernicchia & M.J. Larsen 1990. Lindtneria panphyliensis ingår i släktet Lindtneria och familjen Stephanosporaceae.   Inga underarter finns listade i Catalogue of Life.